# Hallsville (Texas)
Hallsville és una ciutat al Comtat de Harrison, a l'estat de Texas. Segons el cens del 2000 tenia 2.772 habitants.

## Demografia
Segons el cens del 2000, Hallsville tenia 2.772 habitants, 993 habitatges, i 799 famílies. La densitat de població era de 469,4 habitants per km².
Dels 993 habitatges en un 48,6% hi vivien nens de menys de 18 anys, en un 62,8% hi vivien parelles casades, en un 14,8% dones solteres, i en un 19,5% no eren unitats familiars. En el 17,8% dels habitatges hi vivien persones soles el 7,5% de les quals corresponia a persones de 65 anys o més que vivien soles. El nombre mitjà de persones vivint en cada habitatge era de 2,79 i el nombre mitjà de persones que vivien en cada família era de 3,16.
Per edats la població es repartia de la següent manera: un 33,2% tenia menys de 18 anys, un 7,5% entre 18 i 24, un 31,3% entre 25 i 44, un 20,5% de 45 a 60 i un 7,5% 65 anys o més.
L'edat mediana era de 33 anys. Per cada 100 dones de 18 o més anys hi havia 83,2 homes.
La renda mediana per habitatge era de 45.341 $ i la renda mediana per família de 49.868 $. Els homes tenien una renda mediana de 39.844 $ mentre que les dones 21.833 $. La renda per capita de la població era de 19.689 $. Aproximadament el 5,8% de les famílies i el 7,4% de la població estaven per davall del llindar de pobresa.

## Poblacions properes
El següent diagrama mostra les poblacions més properes.